# Martiri di Alkmaar

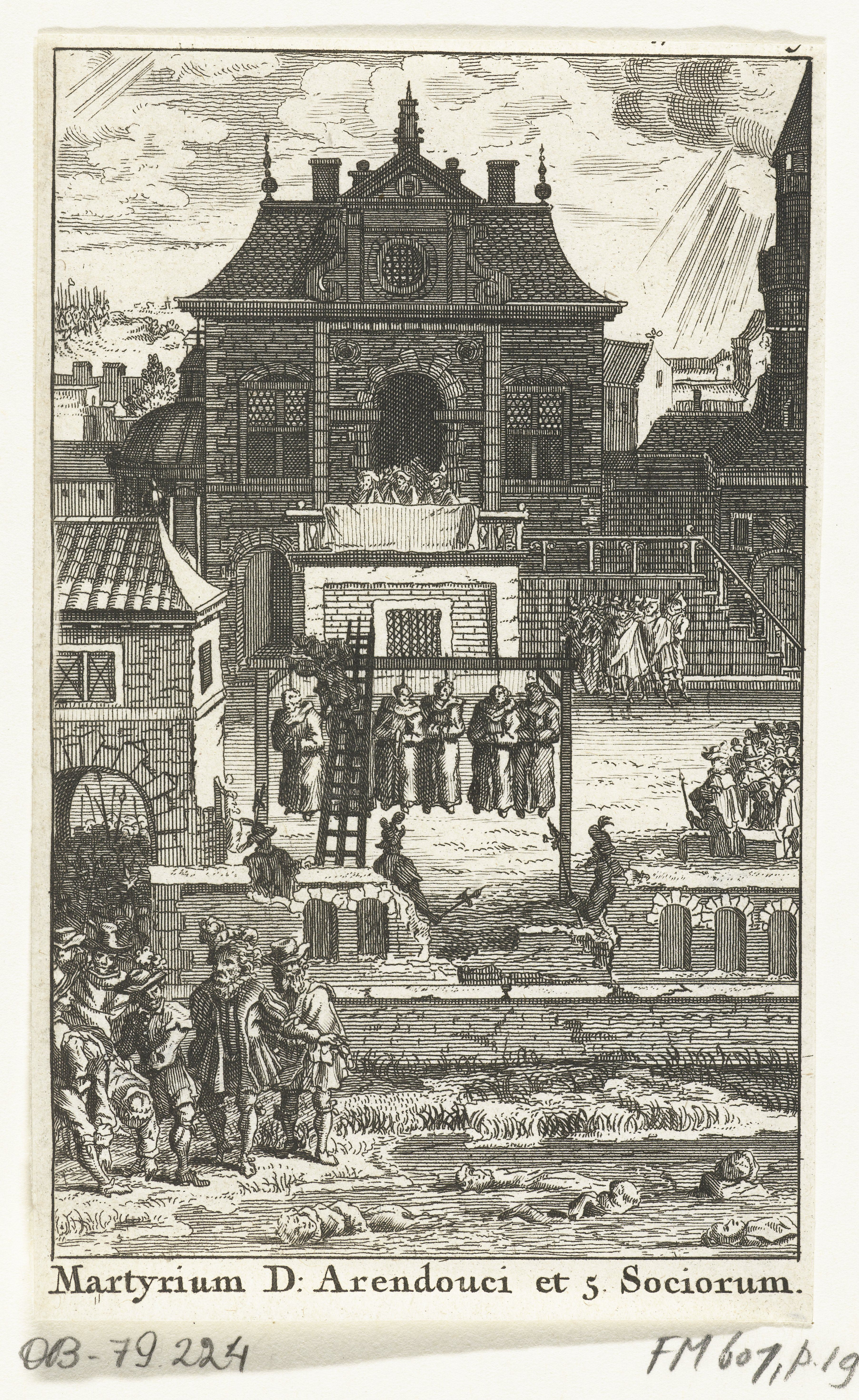
Il martirio di Padre Daniël van Arendonk e di cinque confratelli ad Alkmaar nel 1572. Da: P. Opmeer, Martelaars-boek, ofte Historie der Hollandse martelaren, P. van der Meersche, Leiden 1700, p. 19.

I Martiri di Alkmaar sono un gruppo di sacerdoti cattolici che, dopo la conquista di Alkmaar da parte di Diederik Sonoy nel 1572, furono trasferiti ad Enkhuizen e vennero torturati e impiccati dai Geuzen.

## Storia
Il 24 giugno 1572, i Geuzen presero Alkmaar e catturarono i sacerdoti cattolici presenti in città. Diederik Sonoy, che era stato appena nominato governatore della Frisia Occidentale da Guglielmo I d'Orange, fece trasferire i religiosi ad Enkhuizen città di cui era sindaco. Sonoy promise ai prigionieri che li avrebbe rilasciati se avessero abiurato il cattolicesimo e si fossero convertiti al protestantesimo. Quando questi rifiutarono, anche dopo essere stati sottoposti a tortura, furono impiccati il 25 giugno 1572.

## I martiri
I cinque ecclesiastici provenivano tutti dal convento francescano che si trovava ad Alkmaar. I loro nomi erano: 
- Daniël van Arendonk;
- Hadrianus van Gouda;
- Cornelis van Diest;
- Johannes van Naarden;
- Lodewijk Voets (o Ludovicus Boethuis).

A differenza dei più noti martiri di Gorcum, i martiri di Alkmaar non sono mai stati canonizzati. Recentemente la Congregazione delle cause dei santi ha discusso l'apertura di un processo per la canonizzazione dei cinque martiri. 